# لاهاينا (هاواي)
لاهاينا أو لَهَينَة هو مكان مخصص للإحصاء (CDP) في مقاطعة ماوي، هاواي، الولايات المتحدة، يتضمن منتجعات كنَبالي وكَبالوا الشاطئية؛ وحسب تعداد 2020 يقدر عدد السكان 12702 نسمة. في أغسطس 2023، تسبب حريق غابات بمقتل ما لا يقل عن 99 شخصًا وإلحاق أضرار كبيرة في المباني.

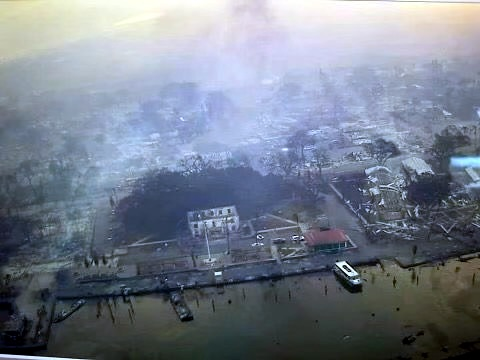
حديقة لاهاينا بانيان كورت بارك بعد حرائق الغابات في هاواي عام 2023

## معرض الصور

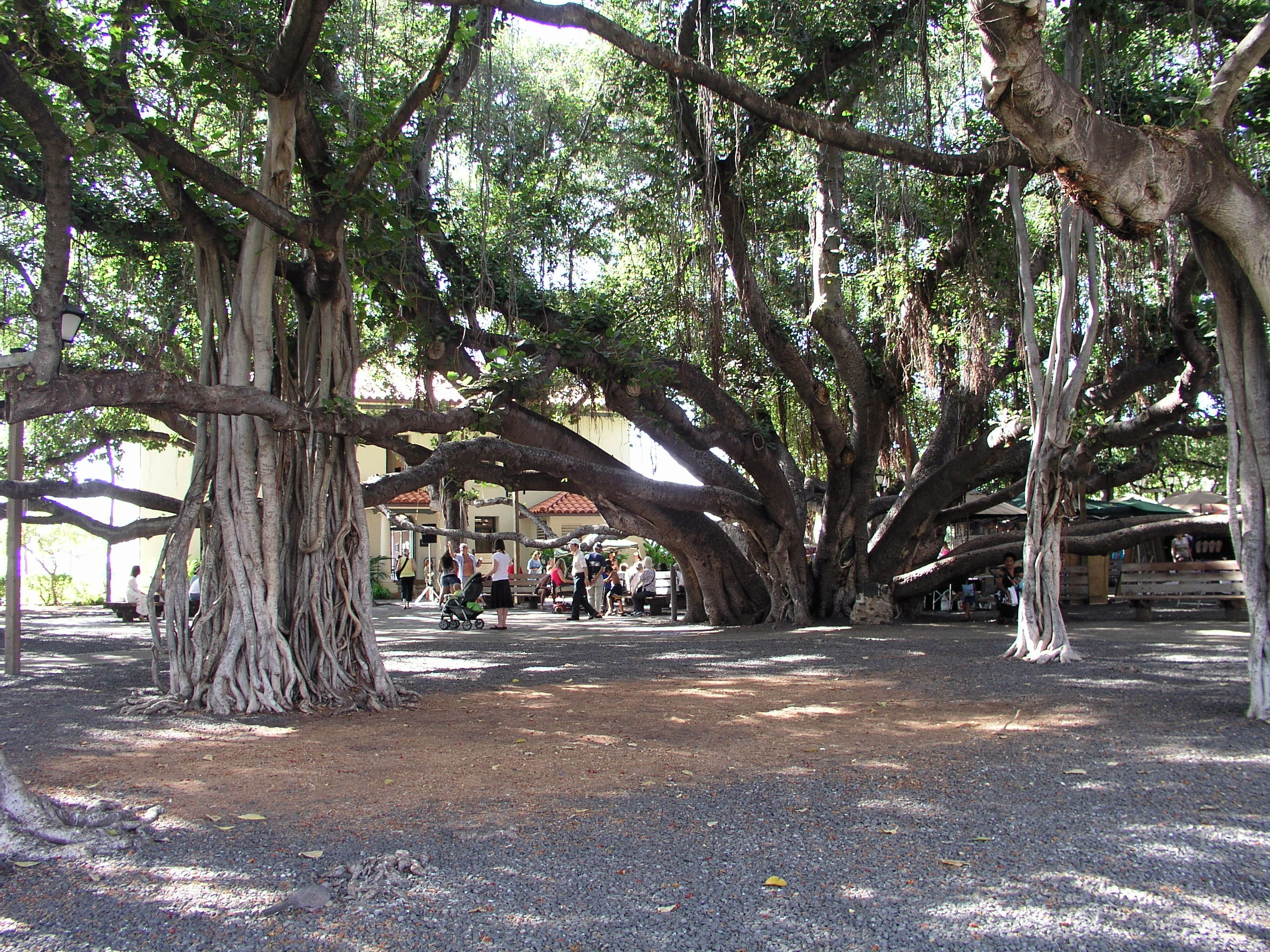
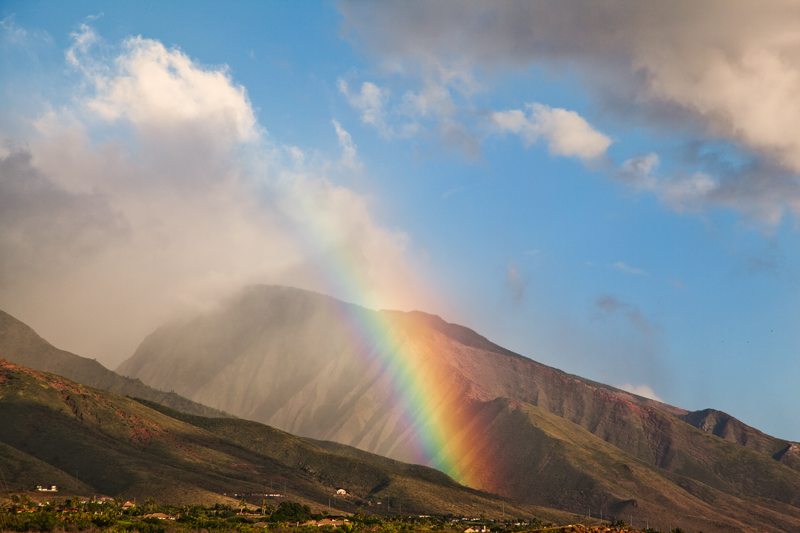
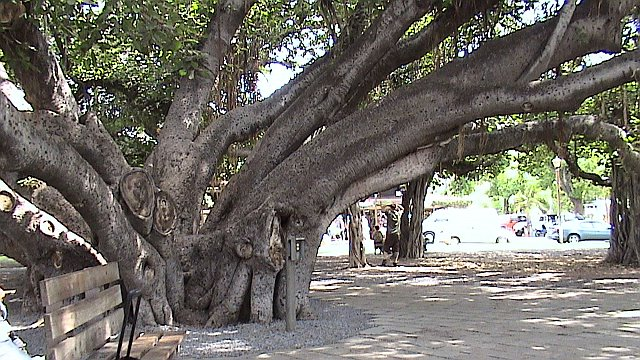
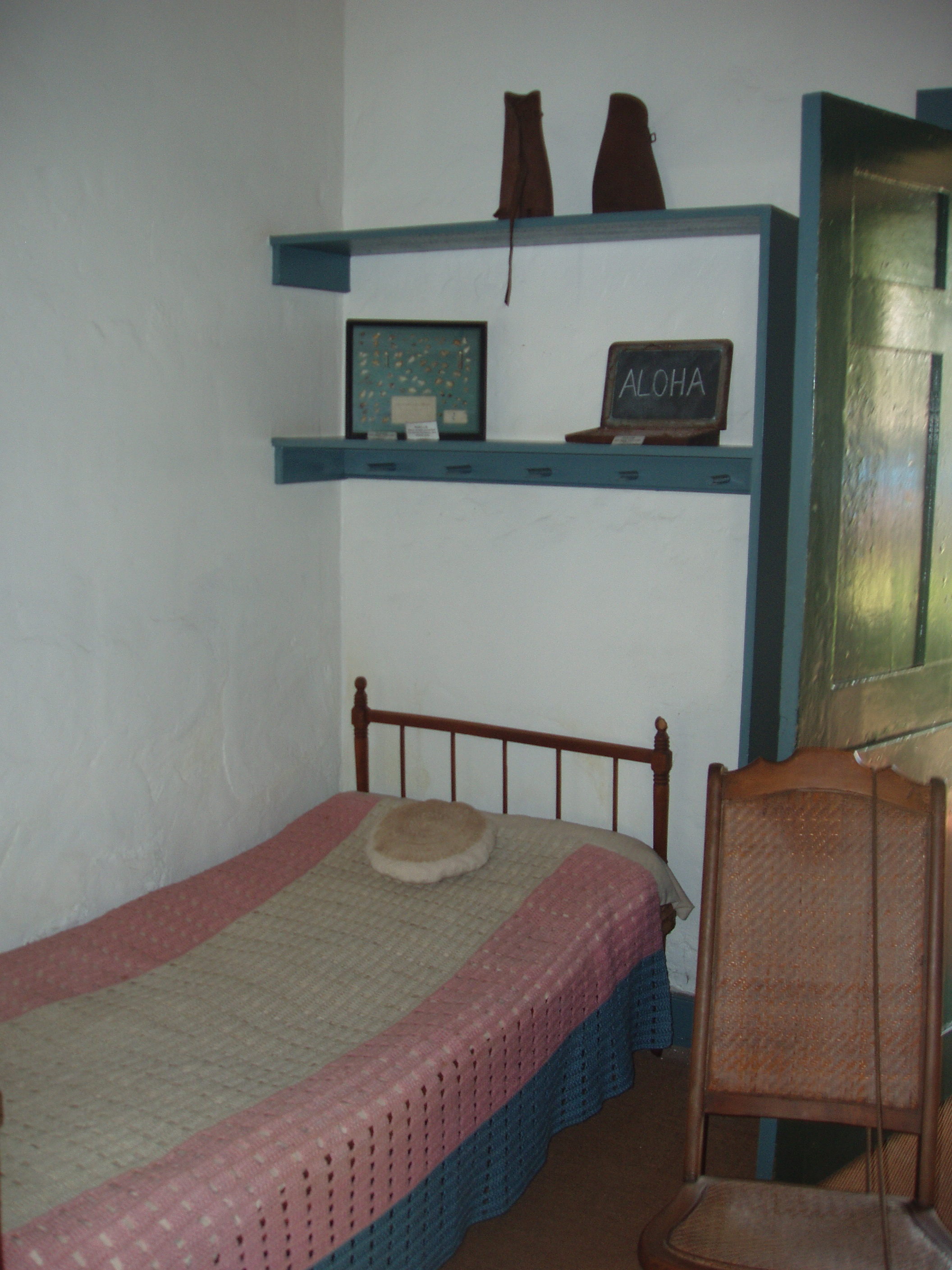
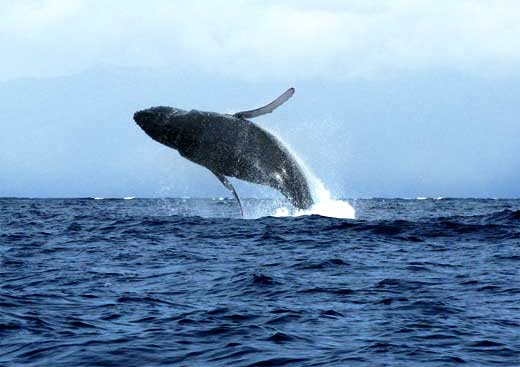
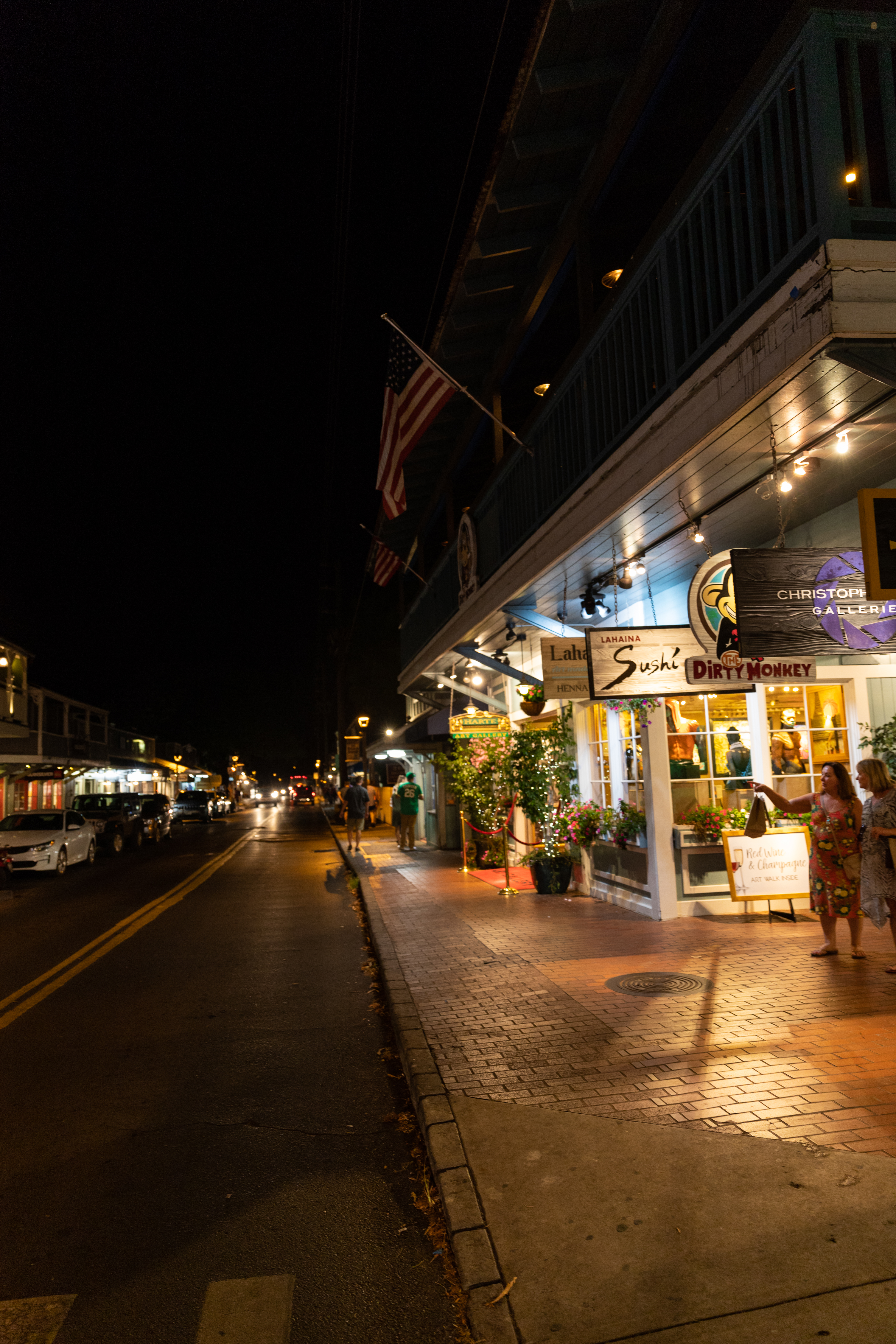
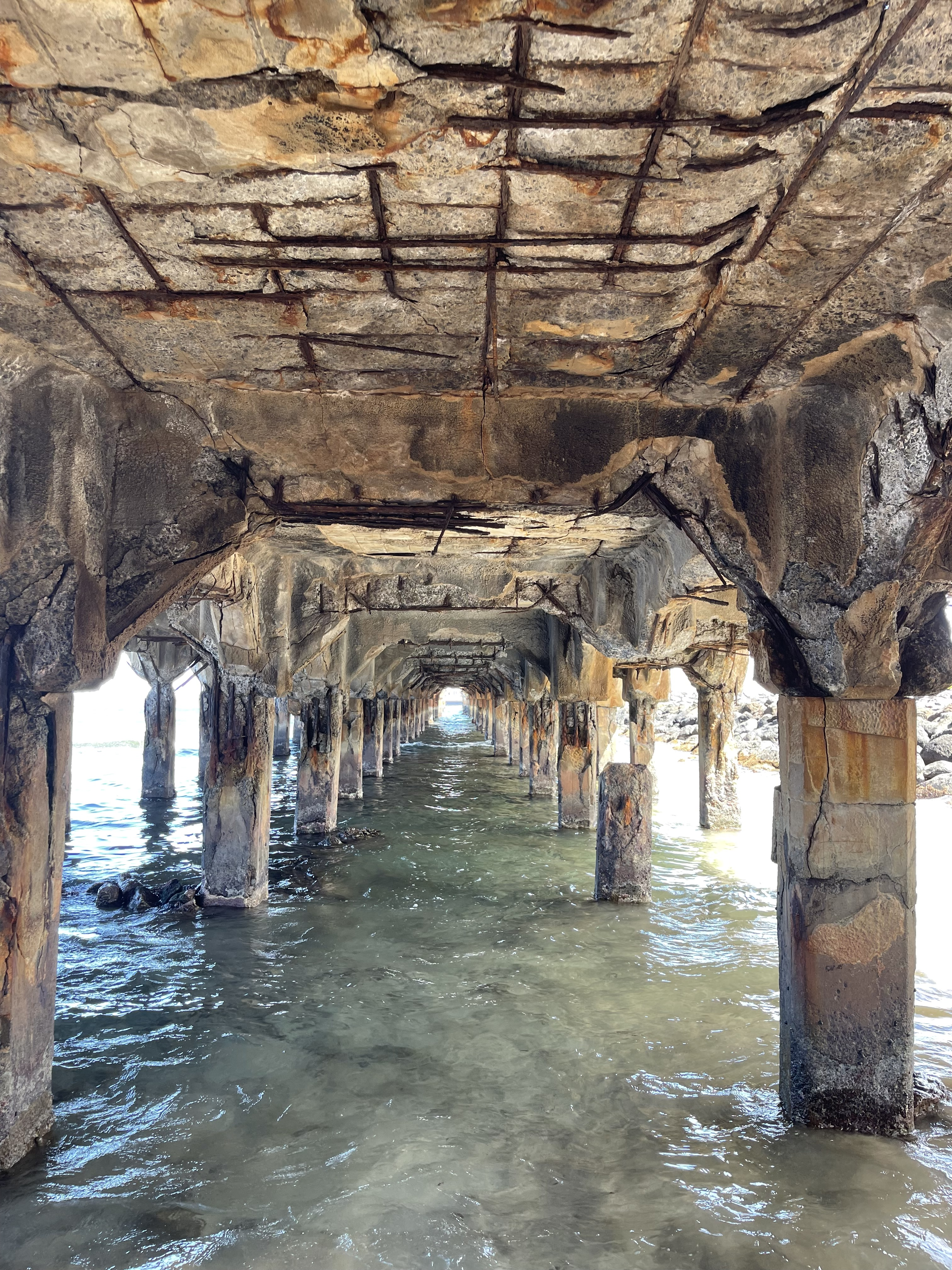
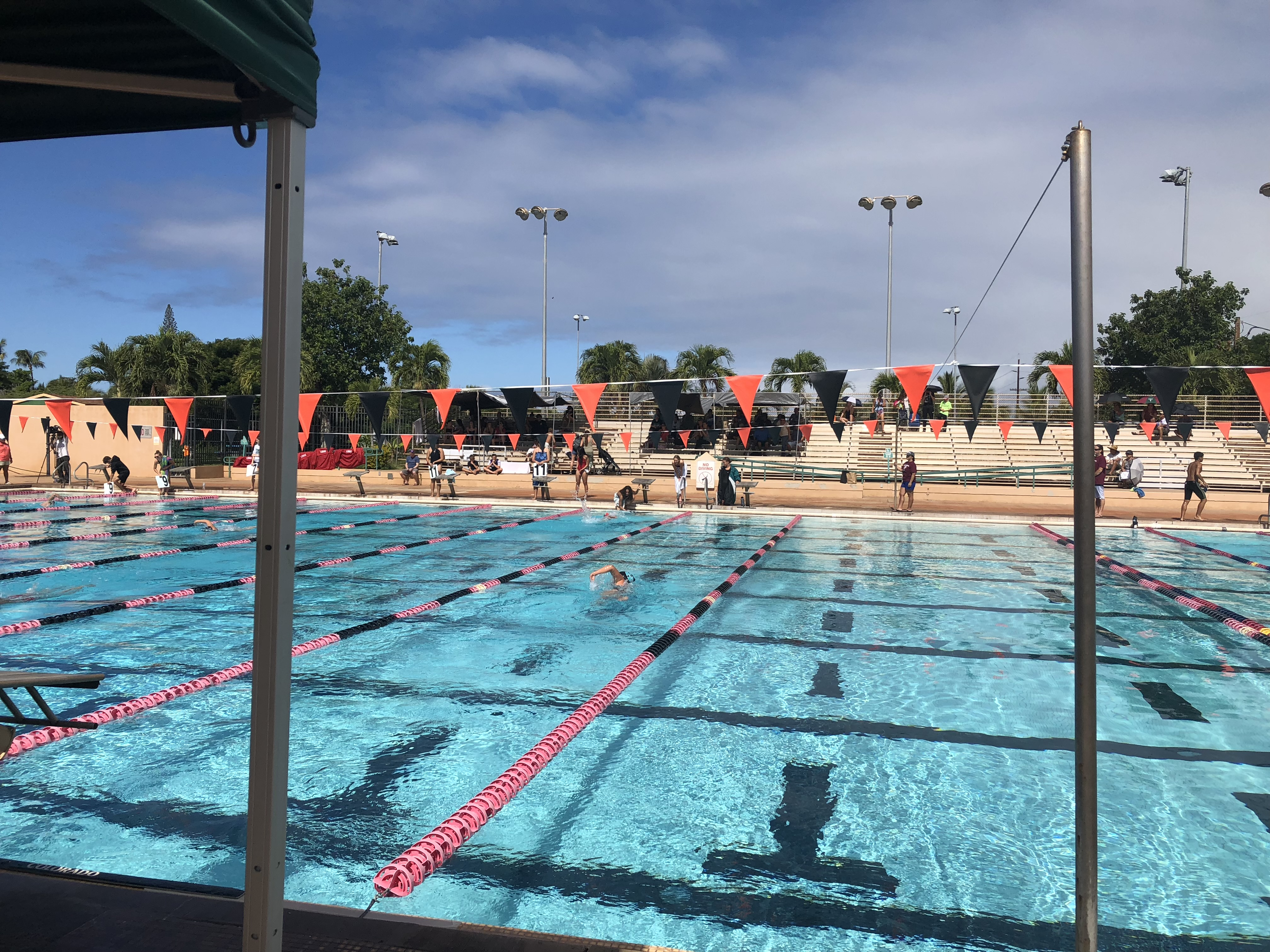
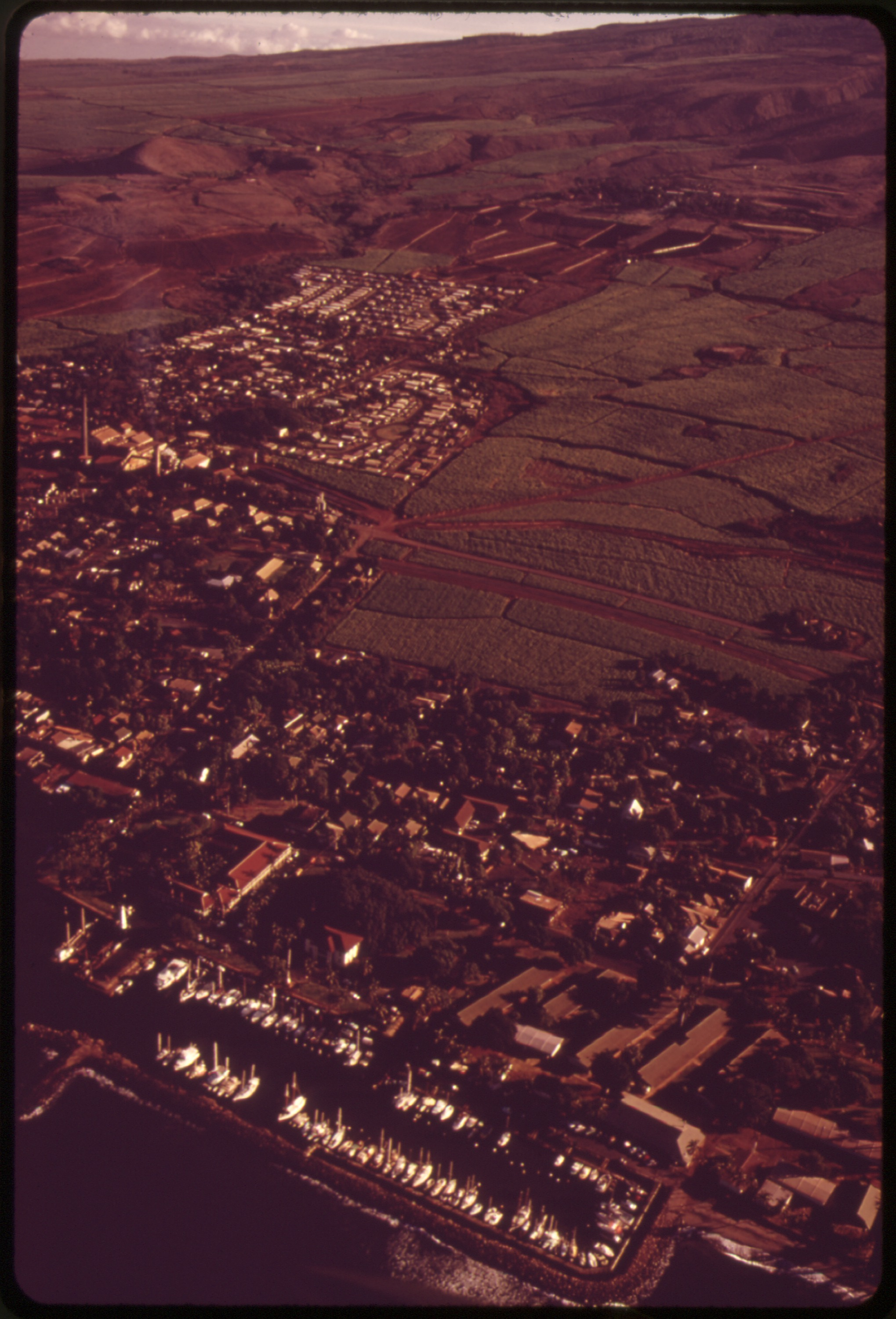
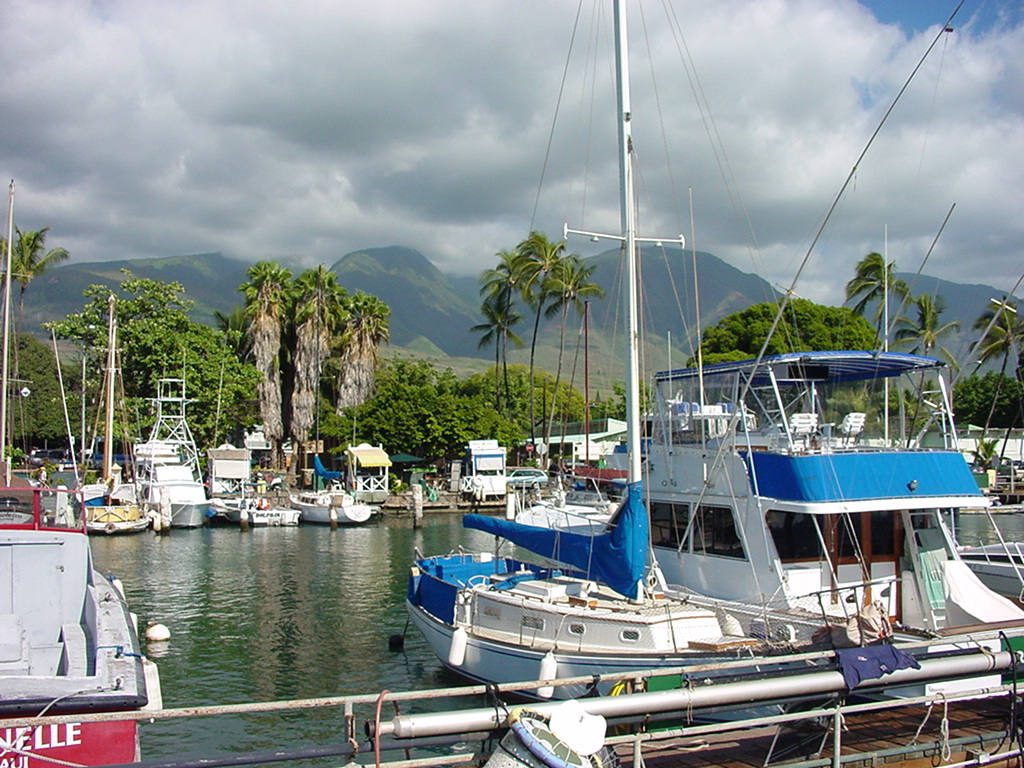
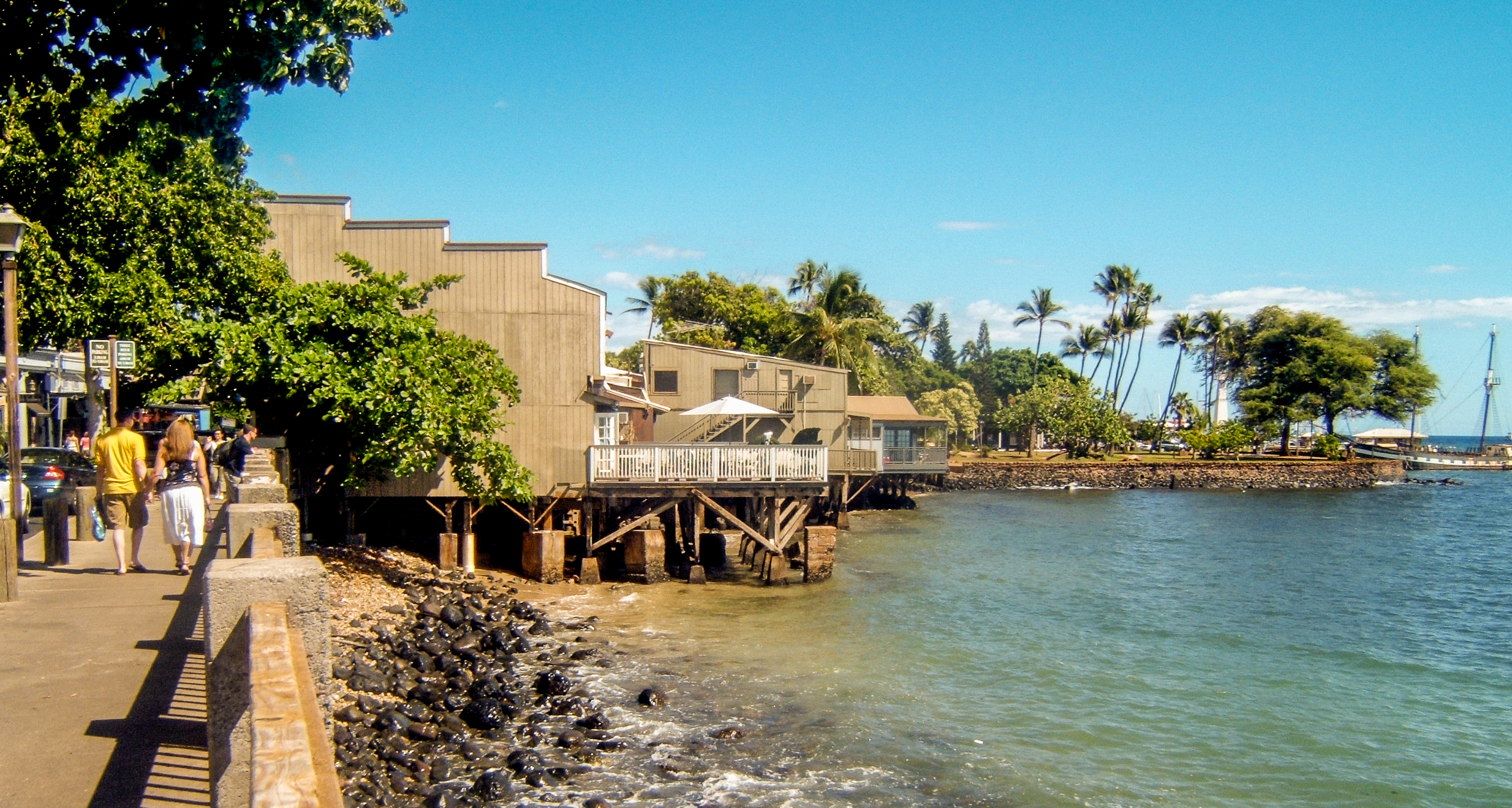